# Erik Penser
Erik Penser (22 août 1942 à Eslöv, Scanie) est un homme d'affaires suédois. 

## Biographie
Après la faillite de son empire financier dans les années 1990, incluant Carnegie Investment Bank, il a entamé une série de batailles judiciaires avec ce qui allait devenir Nordea qui détenait le gros de sa fortune et de ses actifs. 
Depuis, il a reconstitué sa fortune et possèderait en 2009 un avoir estimé à environ 1 milliard de SEK, lequel est réparti entre des biens en Suède et d'autres à l'extérieur de ce pays. En Suède, son principal conglomérat est Yggdrasil, lequel détient la société d'investissement Pan Capital Group, le gestionnaire de fonds Erik Penser Fonder, la société conseil en investissement et en assurances Pensum et la banque Erik Penser Bankaktiebolag. Cette dernière a été sévèrement critiquée par le Finansinspektionen (l'équivalent suédois de la SEC) en 2006 et a presque vu sa licence révoquée. Cependant, plusieurs importants changements apportés à la structure de la société lui ont permis de continuer ses activités.